# Бурові промивальні рідини на водній основі
Бурові промивальні рідини на водній основі розрізняють:
а) без твердої фази;
б) з диспергованою твердою фазою: природні суспензії; глинисті суспензії (диспергуючі глинисті породи (хімічно не оброблені, гуматні, лігносульфонатні, хромлігносульфонатні); інгібіруючі глинисті породи (гідрофобізуючі, кальцієві, калієві, силікатні, хлормагнієві, хлорнатрієві, оброблені солями тривалентних металів);
в) з конденсованою твердою фазою;
г) полімерні: безглинисті; малоглинисті;
д) нафтоемульсійні;
е) міцелярні.
- Вода. Воду використовують за відсутності у розрізі пластів із високим пластовим тиском, при розбурюванні стійких, міцних і нерозчинних порід непродуктивних горизонтів, механічні властивості яких практично не змінюються при зволоженні. Буріння з промиванням водою сприяє високим показникам роботи доліт, низьким гідравлічним втратам, та економить витрати на промивальну рідину. Продуктивні пласти на воді розкривають з обробкою води ПАР.

Використання води для промивання свердловин має і негативні наслідки. Послаблюється стійкість стінок свердловини, швидко розчиняються хемогенні породи (солі), при зупинках можливе прихоп-лення бурильних труб внаслідок випадання шламу, знижуються колекторські властивості продуктивних пластів.
- Рідини з диспергованою твердою фазою. При змішуванні твердих мінеральних речовин (наприклад, глинопорошку) з водою можуть утворюватись:
  - істинні розчини — граничний випадок дисперсної системи, в якiй частинки дисперсної фази мають розмiри звичайних молекул, такі розчини не змінюються при тривалому зберіганні; це суміші з двох (або кількох) речовин, в яких молекули (або йони) одної речовини рівномірно розподілені між молекулами іншої речовини;
  - колоїди, колоїдні системи — дисперсна система з великим ступенем подрiбнення i розвиненою поверхнею подiлу фаз, в якiй дисперсною фазою є колоїднi частинки або фiзично однорiдна система, що мiстить макромолекули як один із компонентiв (молекулярний колоїд). Дисперговані у рідині колоїдні частинки не осідають і проходять крізь фільтрувальний папір. Частинки можуть бути твердими, дрібними крапельками рідини або дрібними бульбашками газу. Розміри колоїдних частинок становлять 10–1000 ангстрем;
  - суспензії — дисперсні системи, в яких частинки твердої дисперсної фази зависли у рiдкому дисперсiйному середовищi, розмір частинок (10−4 — 1 мм). Розділяються на тверду і рідку фази внаслідок осідання твердих частинок.

- - Під глинистим розчином розуміють колоїдно-суспензійну полі-дисперсну (гетерогенну) систему, яка являє собою дисперсійне середовище (вода) із рівномірно розподіленою у ній дисперсною фазою (глинистими частинками).

Для приготування глинистих дисперсій (розчинів) використовують такі типи глинопорошків: а) бентонітовий (основний мінерал — монтморилоніт);
б) палигорськітовий (основний мінерал — палигорськіт);
в) каолініт-гідрослюдистий (основні мінерали — каолініт і гідрослюда).
Хімічно необроблені бентонітові суспензії застосовують при бурінні в інтервалах, складених стійкими малопроникними породами. При бурінні у складніших геологічних умовах використовують хімічно оброблені глинисті суспензії.
Якщо у розрізі відсутні набухаючі і диспергуючі у воді глинисті породи і немає небезпеки значної мінералізації,  використовують глинисті суспензії, оброблені гуматним реагентом.
Для розбурювання глинистих порід і ангідритів застосовують суспензії, оброблені лігносульфонатами, які зменшують інтенсивність диспергування глин фільтратом, зменшують в'язкість суспензії і роблять її малочутливою до мінералізації.
Промивальні рідини із малим вмістом твердої фази (малоглинисті) дозволяють одержувати високі механічні швидкості буріння і великі проходки на долото. Такі промивальні рідини одержують при ретельному їх очищенні від вибуреної породи та обробці реагентами-флокулянтами, які укрупнюють частинки вибуреної породи. Це акрилові полімери, поліакриламід та гіпан. Ці реагенти при додаванні у малих кількостях, 0,001 — 0,1 %, діють як флокулянти, а при більших добавках виконують стабілізуючу функцію. До малоглинистих відносять розчини із вмістом глини до 5 % від об'єму розчину.
- - Інгібовані промивальні рідини. Промивальні рідини, оброблені реагентами-інгібіторами називаються інгібованими. Інгібіруючі глинисті суспензії застосовують для розбурювання нестійких глин, дуже набухаючих у воді і легко диспергуючих глинистих сланців.

Інгібірування — це хімічна обробка, у результаті якої зменшуєть-ся зволоження частинок породи і диспергування їх у водному фільт-раті. Як інгібіруючі реагенти використовують KCl, NaCl, CaCl2, CaSO4, Na2SiO3, Ca(OH)2, MgCl2 та інші.
Серед інгібованих промивальних рідин використовуються калієві, які обробляють хлористим калієм, хлоркальцієві або висококальцієві, де інгібітором служить CaCl2. У калієвих розчинах вміст хлористого калію у фільтраті підтримується у межах 3 — 7 %. У кальцієвих розчинах вміст йонів кальцію підтримують у межах 1500 — 5000 мг/л.
- - Калієві розчини менше глиномісткі, можна підтримувати меншу густину розчину і меншу в᾽язкість, вони краще очищаються, у них добре працюють більшість реагентів, які знижують показник фільтрації.

- - У кальцієвих розчинах гірше розпускаються глини. На такі рідини не впливають розбурювані кальцієвмісні породи. Підвищувати густину промивальної рідини можна збільшенням вмісту глини. Кальцієві розчини обробляють реагентами-лігносульфонатами, на які мало впливають йони кальцію.

Подібними до кальцієвих розчинів є вапняні і гіпсові розчини. Обробка інгібіторами збільшує витрату реагентів, які знижують показник фільтрації, але на початку обробки ці реагенти спричиняють коагуляцію розчину.
До інгібованих розчинів відносяться також силікатні з додаванням рідкого скла (водний лужний розчин силікатів натрію і (або) калію) та алюмінатні розчини з обробкою алюмінатом натрію.
Інгібовані розчини використовують для розбурювання сланців, аргілітів схильних до осипання.
Природні промивальні суспензії на прісній та морській воді. Природними суспензіями називають системи, в яких тверда дисперсна фаза складається переважно з вибурених неглинистих порід. У процесі буріння свердловини лише частина породи видаляється на денну поверхню у вигляді шламу. Решта породи диспергується у суспензії. Для надання таким суспензіям необхідних властивостей їх обробляють реагентами. Залежно від типу розбурюваних порід, це можуть бути глинисті, крейдяні або карбонатні суспензії. Залежно від типу основного реагента, яким обробляють суспензію, для стабілізації виділяють гуматні бурові промивальні рідини (обробка ведеться вуглелужним реагентом), лігносульфонатні бурові рідини (обробка ведеться КССБ або КЛСТ).
Природні суспензії доцільно застосовувати для буріння у стійких породах із пропластками глини.
Основні переваги застосування природних суспензій:
 дешевизна;
 скорочується тривалість приготування рідини;
 мала чутливість дисперсної фази до коагулюючої дії солей.
До недоліків застосування природних суспензій можна віднести:
 велику фільтрацію;
 великий абразивний знос бурового інструменту та обладнання;
 ускладнення при розбурюванні нестійких порід та ін.
- - Засолені бурові промивальні рідини. Для розбурювання відкладів із вмістом солей використовують засолені бурові промивальні рідини. Розбурювання солей на прісних рідинах призводить до розчинення солей, утворення великих каверн та обвалів. Засолені бурові промивальні рідини готують на розчинах солей. Основним реагентом для зниження фільтрації цих рідин є крохмаль. Використовують також КМЦ, КССБ, ВЛР і деякі полімери.

Одним із підвидів засолених бурових рідин є рідини на основі гідрогелю магнію. При їх приготуванні у розчин бішофіту додають крохмаль. При підігріванні утворюється стійкий гель з невисокою фільтрацією, який, за необхідності, можна обважнювати. Такі рідини використовуються для розбурювання відкладів із прошарками магнієвих солей. Їх можна використовувати і при розбурюванні несолевих розрізів.
- Бурові рідини з конденсованою твердою фазою. Конденсовану тверду фазу промивальної рідини отримують введенням у рідину електролітів (лугів, розсолів), які з йонами солей утворюють важкорозчинні сполуки.

Суспензії з конденсованою твердою фазою одержують з водних розчинів солей (NaCl, KCl, MgCl2, CaSO4 та ін.) при додаванні лугів (NaOH, KOH, Ca(OH)2) і невеликої кількості органічного реагенту (крохмалу, лігносульфонатів, ефірів целюлози) або азбесту. Найпоширеніші суспензії на базі MgCl2, які називають гідрогелем магнію.
Колоїдна фаза у таких розчинів утворюється внаслідок хімічних реакцій солі та лугу, тобто шляхом конденсації з рідких розчинів. Азбест сприяє утворенню тиксотропної структури, а органічний реагент виконує функції сповільнювача кристалізації.
Суспензії на основі гідрогелю магнію мають низьку корозійну активність, не змінюють властивостей при потраплянні у них цементного розчину і пластових вод, сприяють проведенню всіх видів геофізичних досліджень, не знижують проникність продуктивних пластів, відзначаються високою морозостійкістю і обважнювальною здатністю, легко дегазуються.
Недоліками гідрогелей магнію є відсутність ефективних заходів для запобігання рекристалізації солей і збереження на гирлі одержаної у вибійних умовах зрівноваженої системи.
Завдяки високій концентрації солей, суспензії з конденсованою твердою фазою мають інгібуючу дію на глинисті породи. Ці розчини застосовують при розбурюванні глинисто-хемогенних і хемогенних відкладів.
- Полімерні промивальні рідини. Полімерні промивальні рідини складаються з водних розчинів одного або двох високомолекулярних полімерів. Полімери призначені для зниження фільтрації, запобігання диспергуванню розбурюваних кальцієвих глин та інших порід, їх флокуляції та покращенню реологічних властивостей бурових промивальних рідин.

Водний розчин полімерів не має тиксотропної структури і не кольматує проникні стінки свердловини. Для усунення цих недоліків у полімерний розчин вводять невелику кількість колоїдної твердої фази (бентоніт, азбест тощо).
Полімерні промивальні рідини з малим вмістом твердої фази одержують обробкою глинистої суспензії з попередньо гідратованим і диспергованим у прісній воді бентонітом, полімерним знижувачем фільтрації (КМЦ та ін.) і нафтою з наступним додаванням водного розчину полімера-флокулянта (поліакриламіду).
При приготуванні безглинистої суспензії водний розчин поліме-ра-знижувача фільтрації змішують з водним розчином солі перехідного металу. При цьому утворюється гідрогель-полімерна суспензія з конденсованою твердою фазою. Для запобігання збагаченню такої суспензії тонкодисперсним шламом розбурюваних порід її обробляють флокулянтами та інгібіруючими електролітами.
Полімерні недиспергуючі суспензії застосовують у розрізах, складених стійкими породами, де відсутні висококолоїдні глини. Такі рідини дозволяють значно покращити показники роботи доліт із огляду на малий вміст у цих рідинах твердої фази.